# Chociwel
Chociwel (en casubio: Frinwôłd; anteriormente en alemán: Freienwalde en Pommern) es una ciudad en el noroeste de Polonia, en el Voivodato de Pomerania Occidental, en el Condado de Stargard. A diciembre de 2021 cuenta con 3.105 habitantes.

## Historia

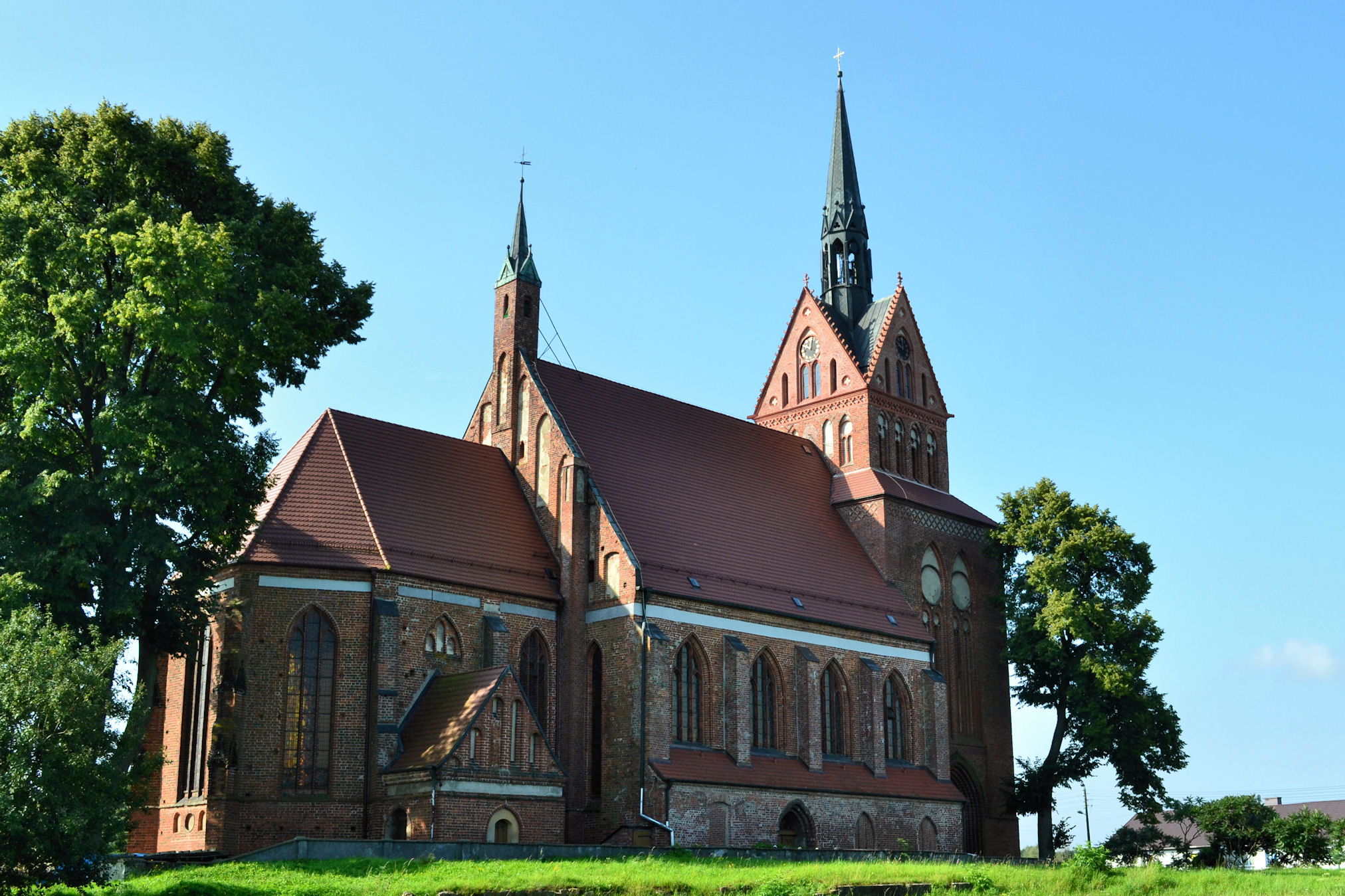
Iglesia de Nuestra Señora de los Dolores

En la Edad Media era un gród eslavo. En 967 se convirtió en parte de Polonia bajo el primer gobernante histórico Mieszko I de Polonia. La primera iglesia se construyó alrededor de 1124. El asentamiento se mencionó en 1190 y 1321. En 1338 se concedieron los derechos de ciudad de Magdeburg y se conocía como Freienwalde. En el siglo XV se construyó el hito principal de la ciudad: la Gótica Iglesia de Nuestra Señora de los Dolores.
Después de la disolución del Ducado de Pomerania, a mediados del siglo XVII cayó en el Margraviato de Brandeburgo, luego desde 1701 fue parte del Prusia, y desde 1871 a 1945 fue parte de Alemania. Tenía una población de 3.406 en 1939. En 1945 fue otorgada a Polonia, junto con la mayor parte de Pomerania Occidental, ante la insistencia de Josef Stalin, y toda su población era expulsados.[cita requerida] Debido a esto, la población en 1946 era de solo 402, todos ellos polacos recién llegados . Después de la guerra, la ciudad recibió el nombre de Chociwel, que es una versión moderna del polaco antiguo nombre del lago cercano Kotzavil, tal como aparecía en los documentos medievales. Entre los colonos había polacos desplazados de antigua Polonia oriental anexada por la Unión Soviética, polacos que regresaban de trabajos forzados tanto de la URSS como de Alemania y soldados de la  Fuerzas Armadas Polacas en Occidente.

## Demografía
Datos detallados a 31 de diciembre de 2021:
| Descripción           | Todos   | Todos      | Mujeres | Mujeres    | Hombres | Hombres    |
| --------------------- | ------- | ---------- | ------- | ---------- | ------- | ---------- |
| Unidad                | persona | porcentaje | persona | porcentaje | persona | porcentaje |
| Población             | 3105    | 100        | 1579    | 50,9 %     | 1526    | 41,1%      |
| Densidad de población | 846.0   | 846.0      | 430.2   | 430.2      | 415.8   | 415.8      |

### Número de habitantes por año
| Año  | Población | Fuente |
| ---- | --------- | ------ |
| 1995 | 3254      |        |
| 2000 | 3311      |        |
| 2005 | 3303      |        |
| 2010 | 3300      |        |
| 2015 | 3196      |        |
| 2020 | 3123      |        |
| 2021 | 3105      |        |

## Deportes
El club de football local es Piast Chociwel. Compite en las ligas inferiores.

## Galería

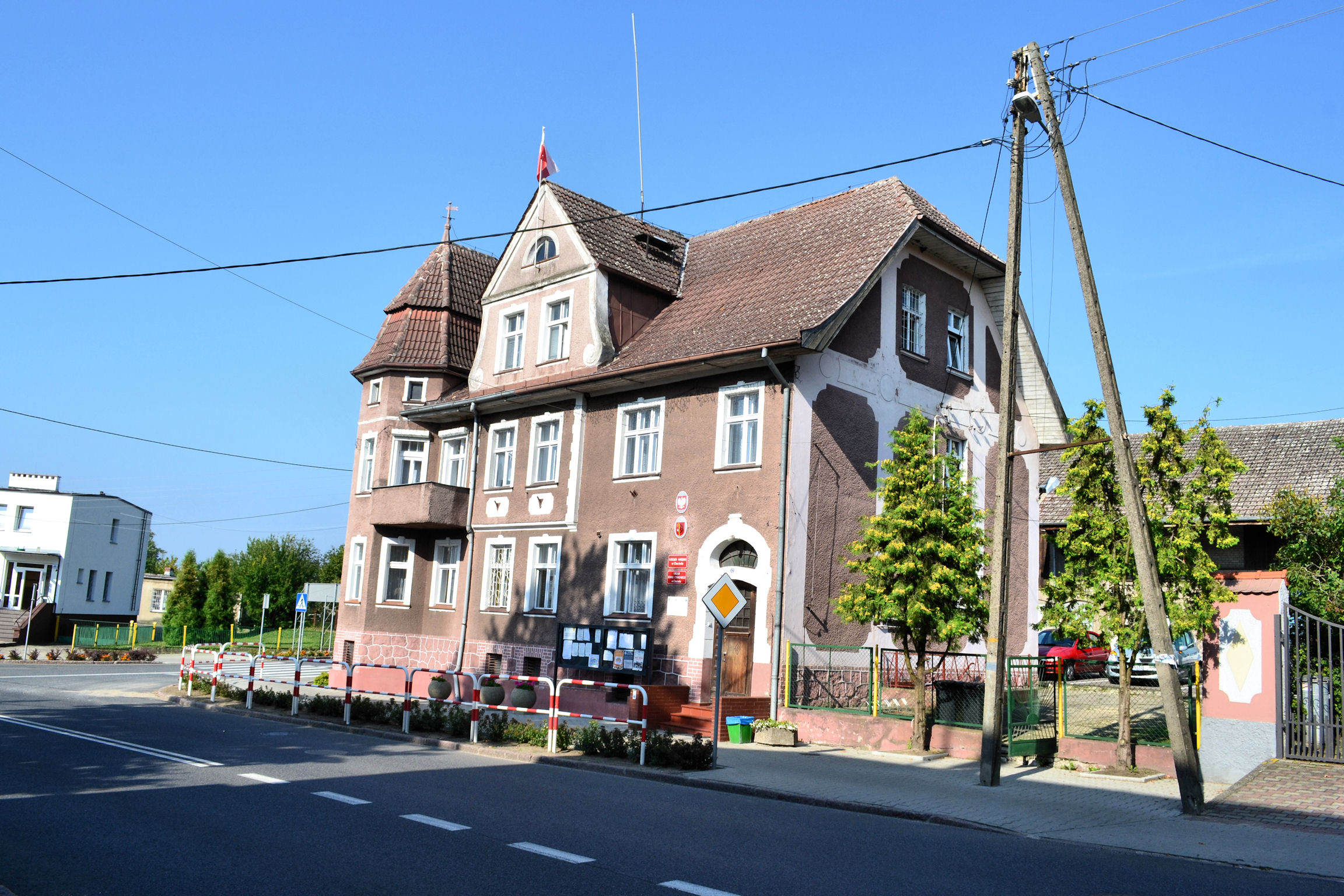
Oficina municipal
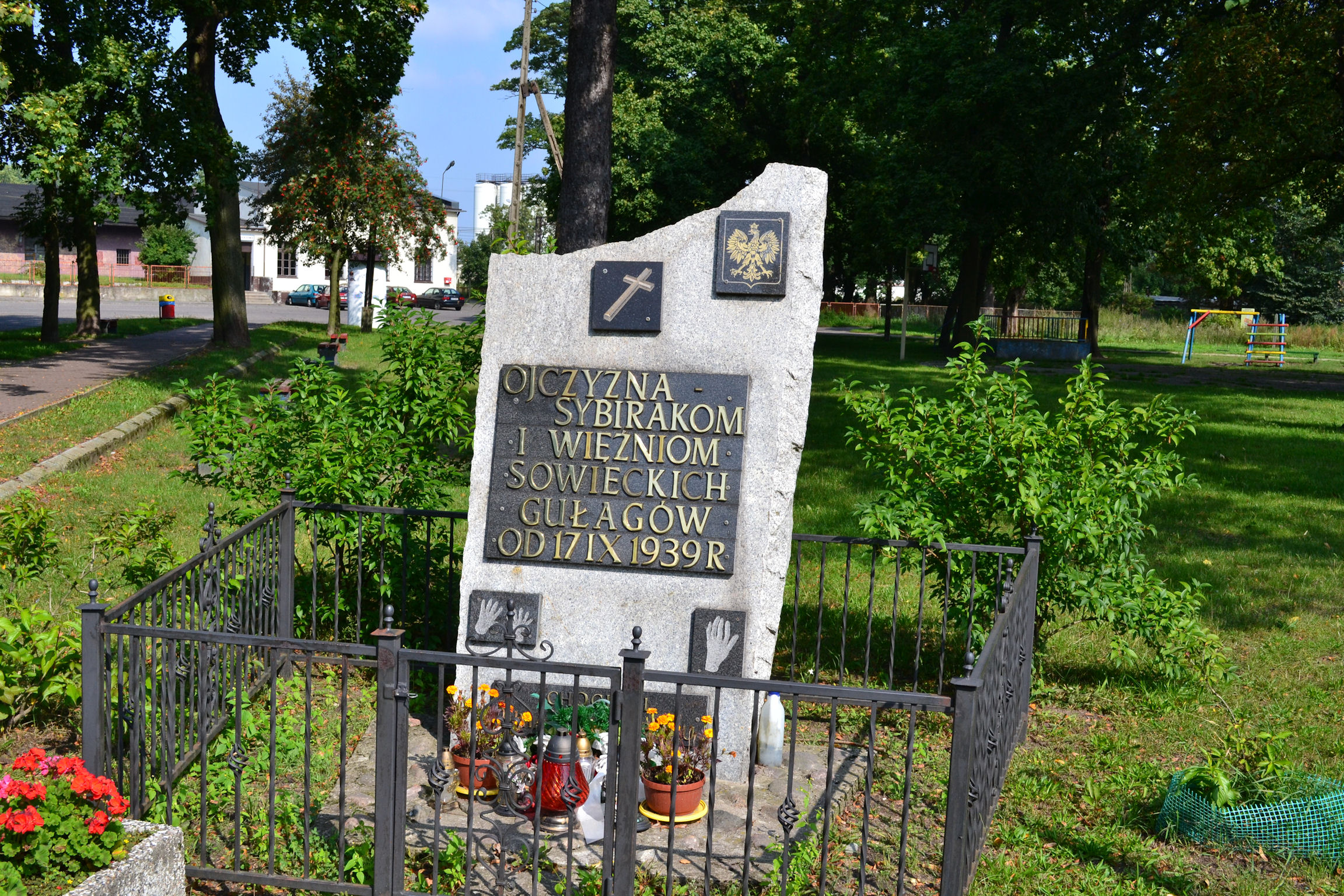
Monumento a los prisioneros polacos de campos de Gulag soviéticos y deportados a Siberia
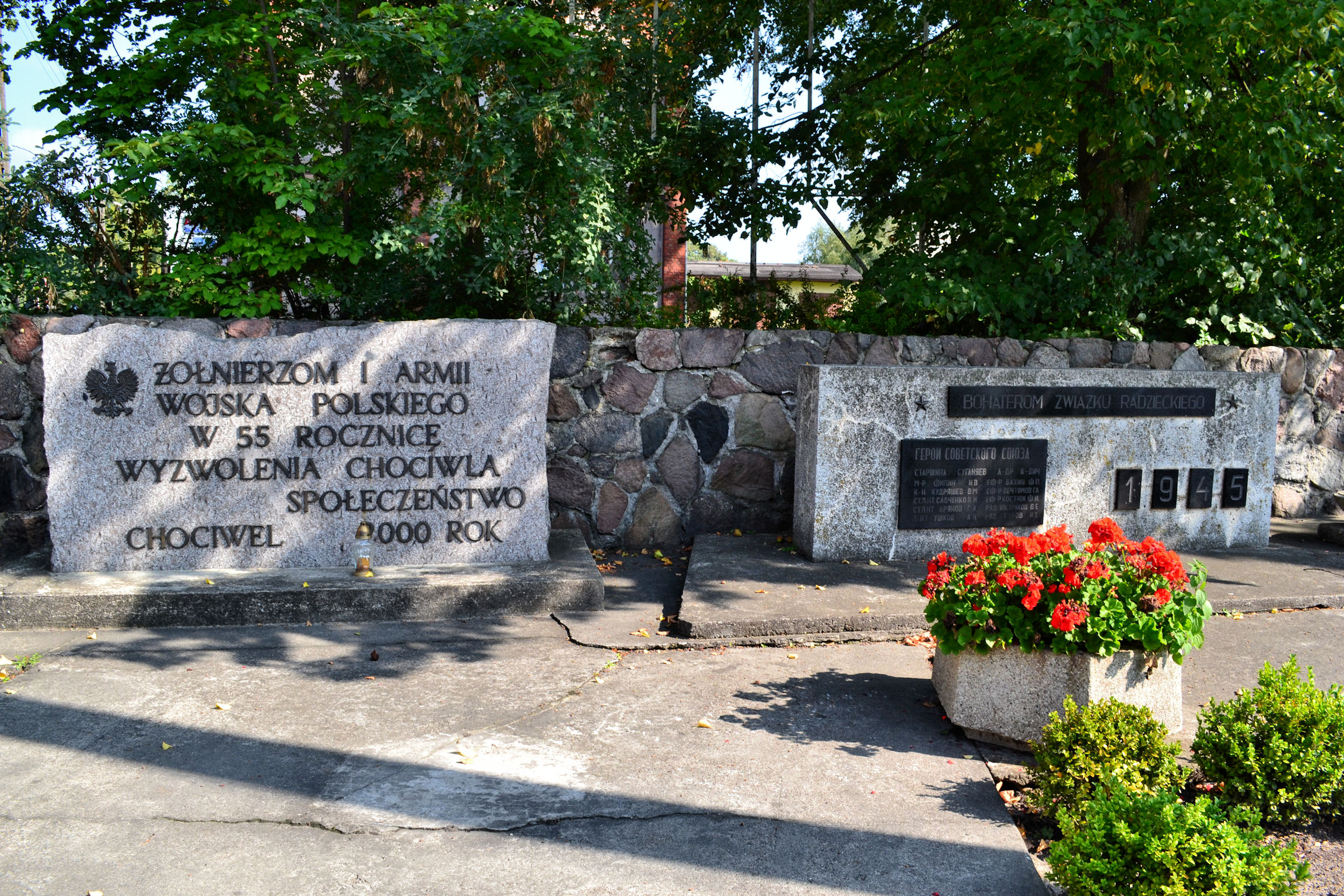
Primer ejército polaco Memorial
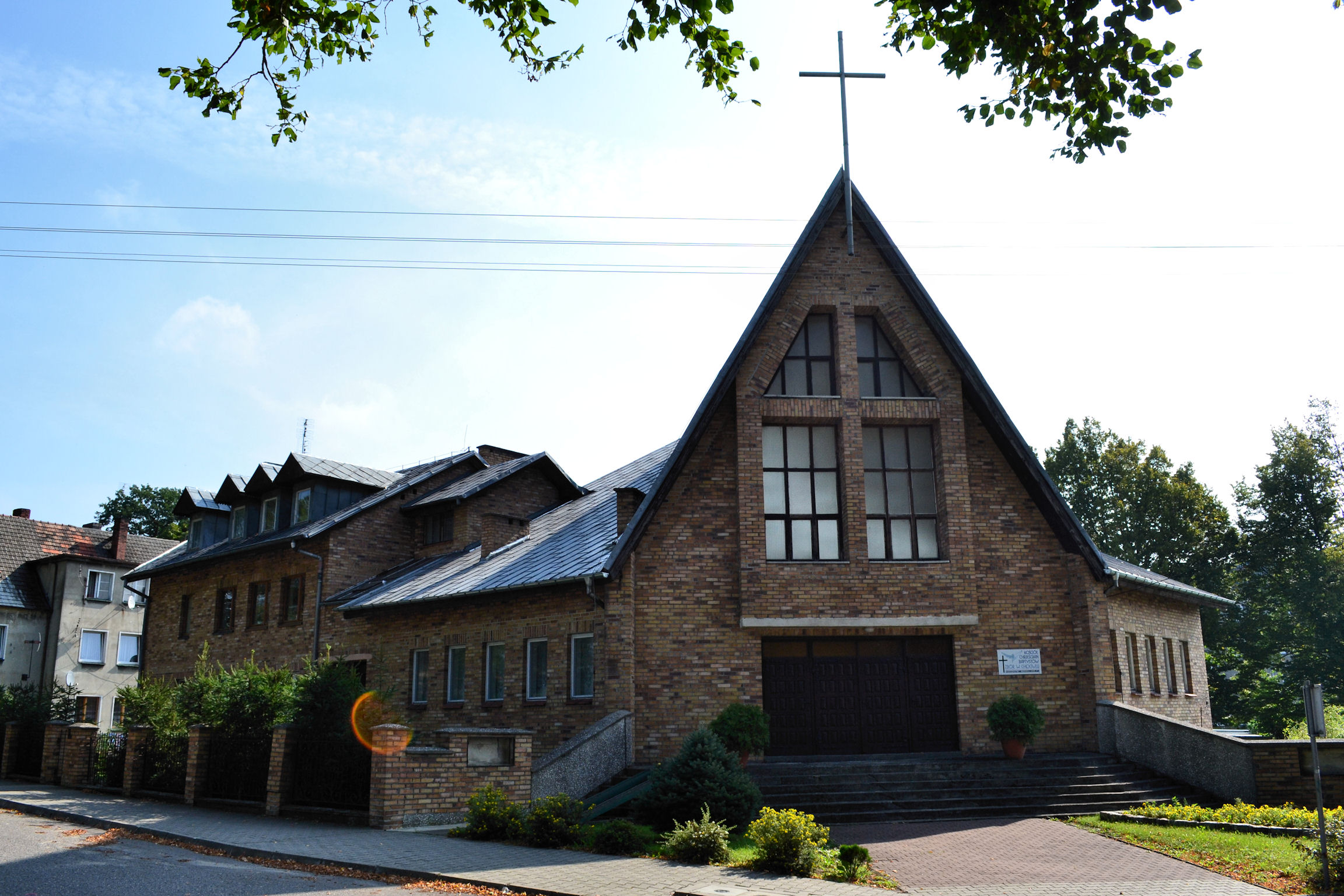
Iglesia bautista

## Residentes notables
- Hugo von Kathen (1855-1932), general
- Herbert Hoffmann (1919-2010), artista

- Datos: Q1021263
- Multimedia: Chociwel / Q1021263